# Here's No Peace
Here's No Peace drugi je EP švedskog black metal-sastava Marduk objavilen u listopadu 1997. godine, a objavila ga je diskografska kuća Shadow Records. Pjesme na albumu bio je snimanjen u prosincu 1991. pred su objavili prvi studijski albumu Dark Endless koji bio je objavilen u 1992. godine.

## Popis pjesama
| 1.   | »Here's No Peace«    | 0:44 |
| 2.   | »Still Fucking Dead« | 3:04 |
| 3.   | »Within the Abyss«   | 3:43 |
| 7:31 |                      |      |

## Zasluge
Marduk
- Andreas Axelsson - vokali
- Morgan Håkansson - gitara
- Rickard Kalm - bas-gitara
- Joakim Göthberg - bubnjevi

Ostalo osoblje
- Dan Swanö - mix, inženjer zvuka